# Paratextularia
Paratextularia es un género de foraminífero bentónico de la subfamilia Pseudopalmulinae, de la familia Semitextulariidae, de la superfamilia Palaeotextularioidea, del suborden Fusulinina y del orden Fusulinida. Su especie tipo es Textularia? proboscidea. Su rango cronoestratigráfico abarca desde el Givetiense (Devónico medio) hasta el Frasniense (Devónico superior).

## Discusión
Clasificaciones más recientes incluyen Paratextularia en la superfamilia Semitextularioidea, del suborden Earlandiina, del orden Earlandiida, de la subclase Afusulinana y de la clase Fusulinata.

## Clasificación
Paratextularia incluye a las siguientes especies:
- Paratextularia polonica †
- Paratextularia proboscidea †